# Pokrajina Gorica
Pokrajina Gorica, tudi Goriška pokrajina, (italijansko Provincia di Gorizia [provínča di gorícja]; furlansko Provincie di Gurize [provínče di guríce]) je bila ena od štirih pokrajin, ki so do leta 2017 sestavljale italijansko avtonomno deželo Furlanija - Julijska krajina. Na severu in na zahodu je mejila na pokrajino Videm, na jugu na Jadransko morje in na vzhodu na Pokrajino Trst in na Slovenijo. Zajemala je tudi Gradeško laguno.

## Ukinitev
Ukinjena je bila z deželnim zakonom Furlanije - Julijske krajine št. 20 z dne 9. decembra 2016.

## Nadomestitev

### Območna medobčinska zveza
Pokrajino Gorica sta od leta 2016 do leta 2020 nadomestili dve novi upravnoorganizacijski obliki oz. območni medobčinski zvezi Medobčinska zveza Kras-Soča-Jadran (UTI Carso Isonzo Adriatico), s sedežem v Tržiču in Medobčinska zveza Brda–Zgornje Posočje (UTI Collio–Alto Isonzo), s sedežem v Gorici.

### Deželna ustanova za decentralizacijo
Od leta 2019 obstaja Goriška deželna ustanova za decentralizacijo, ki upravlja s površino nekdanje Pokrajine Gorica.

## Občine
Glavno mesto je bila Gorica.
| #  | Občinska središča  | Italijansko             | Furlansko            | Prebivalci |
| -- | ------------------ | ----------------------- | -------------------- | ---------- |
| 1  | Gorica             | Gorizia                 | Gurize               | 36.172     |
| 2  | Tržič              | Monfalcone              | Monfalcon            | 27.701     |
| 3  | Ronke              | Ronchi dei Legionari    | Roncjis              | 11.810     |
| 4  | Gradež             | Grado                   | Grau                 | 8.641      |
| 5  | Krmin              | Cormons                 | Cormons              | 7.699      |
| 6  | Štarancan          | Staranzano              | Staranzan            | 7.260      |
| 7  | Gradišče ob Soči   | Gradisca d'Isonzo       | Gardiscje            | 6.469      |
| 8  | Škocjan ob Soči    | San Canzian d'Isonzo    | San Canzian          | 6.198      |
| 9  | Romanž na Soči     | Romans d'Isonzo         | Romans dal Lusinç    | 3.663      |
| 10 | Foljan Sredipolje  | Fogliano Redipuglia     | Foian Redipulie      | 2.946      |
| 11 | Turjak             | Turriaco                | Turiàc               | 2.805      |
| 12 | Zagraj             | Sagrado                 | Segrât               | 2.140      |
| 13 | Špeter ob Soči     | San Pier d'Isonzo       | San Pier dai Bisiacs | 1.994      |
| 14 | Sovodnje ob Soči   | Savogna d'Isonzo        | Savogne di Gurize    | 1.655      |
| 15 | Fara ob Soči       | Farra d'Isonzo          | Fare                 | 1.655      |
| 16 | Vileš              | Villesse                | Vilès                | 1.628      |
| 17 | Koprivno           | Capriva del Friuli      | Caprive              | 1.627      |
| 18 | Moš                | Mossa                   | Mosse                | 1.529      |
| 19 | Šlovrenc ob Soči   | San Lorenzo Isontino    | San Lurinç Lisuntin  | 1.512      |
| 20 | Mariano del Friuli | Mariano del Friuli      | Marian               | 1.473      |
| 21 | Doberdob           | Doberdò del Lago        | Dobardò              | 1.352      |
| 22 | Medeja             | Medea                   | Migjee               | 964        |
| 23 | Števerjan          | San Floriano del Collio | San Florean dal Cuei | 746        |
| 24 | Moraro             | Moraro                  | Morâr                | 695        |
| 25 | Dolenje v Brdih    | Dolegna del Collio      | Dolegne dal Cuei     | 323        |

## Zgodovina
Goriška grofija je obstajala od zgodnjega dvanajstega stoletja do leta 1500, ko je po izumrtju Goriških grofov prešla k Habsburžanom. Na višku svoje moči se je razprostirala preko vseh treviških posestev, Tirolske in Podravja do mesta Lienz.

## Naravne znamenitosti
Zaščitena območja: 
- Naravni rezervat Doberdobsko in Prelostno jezero (Laghi di Doberdò e Pietrarossa)
- Naravni rezervat Plešivski gozd (Bosco di Plessiva)
- Naravni rezervat Pevmski gozd (Bosco di Piuma)
- Naravni rezervat izliva Soče (Isola della Cona)
- Mokrišče v Gradeški laguni (Valle Cavanata)